# Владимиро Шеттіна
Владимиро Шеттіна (ісп. Vladimiro Schettina, нар. 3 жовтня 1955, Асунсьйон) — парагвайський футболіст, що грав на позиції захисника. Відомий за виступами в клубі «Гуарані» з Асунсьйона, у складі якого став чемпіоном країни, а також у складі національної збірної Парагваю.

## Клубна кар'єра
Владимиро Шеттіна народився в столиці Парагваю Асунсьйоні. У дорослому футболі дебютував 1974 року виступами за команду з рідного міста «Гуарані», кольори якої і захищав протягом усієї своєї кар'єри гравця, що тривала до 1987 року. У складі команди у 1984 році став чемпіоном країни.

## Виступи за збірну
1979 року дебютував в офіційних матчах у складі національної збірної Парагваю. У складі збірної був учасником чемпіонату світу 1986 року у Мексиці. Загалом протягом кар'єри у національній команді, яка тривала до 1986 року, провів у складі збірної 26 матчів, у яких відзначився 2 забитими м'ячами.